# Josef Kopertinský

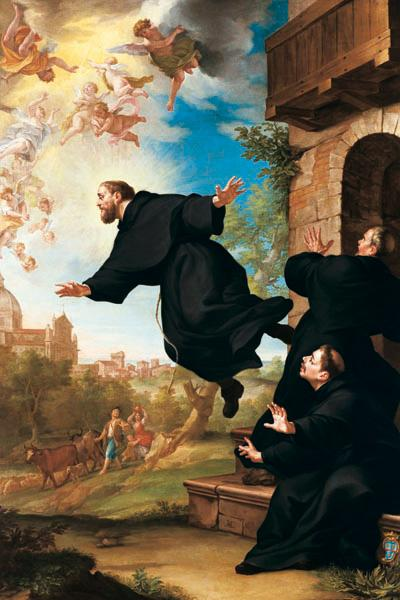
Levitující sv. Josef Kopertinský na obrazu Ludovica Mazzantiho

Svatý Josef Kopertinský (někdy též Kupertinský), vlastním jménem Josef Desa (17. června 1603 Copertino v Itálii – 18. září 1663 Osimo) byl františkánský mnich (minorita), známý svou údajnou schopností levitovat; je patronem pilotů, letců, cestujících letadlem, kosmonautů, parašutistů a také špatných studentů a studentů skládajících zkoušku.

## Život
Prožil 14 let v Assisi (místě působení svatého Františka); 28. března 1628 byl vysvěcen na kněze. Byl znám jako „létající světec“ a mystik. Upadal do extáze, kdykoli viděl obraz Ježíše, Panny Marie, Svatého Františka z Assisi – vydal ze sebe výkřik a pak se vznášel ve vzduchu hodinu až tři hodiny. Jeho levitace se často opakovaly. Věřící se sbíhali v údivu, zatímco lékaři a vědci ho podrobovali kontrolám, aby mohli pochopit, jak je to možné.
Jeho lety vzduchem přitahovaly velké zástupy. Svaté oficium (inkvizice) dostalo anonymní dopis: „Zde v Puglii je jeden 33letý fráter, který ze sebe dělá mesiáše a táhne za sebou davy.“ Přestože nikdy ze sebe mesiáše nedělal, stanul Josef před tribunálem, ale nikdo se ho neodvážil odsoudit, protože se vznášel i před zraky papeže a shromážděných kardinálů. Když preláti viděli tento zázrak na vlastní oči, stali se jeho obdivovateli. Až do smrti byl pod dohledem inkvizice držen v izolaci a nuceném vyhnanství.
24. února 1753 byl blahořečen a 18. září 1767 svatořečen.